# Geografia Czadu

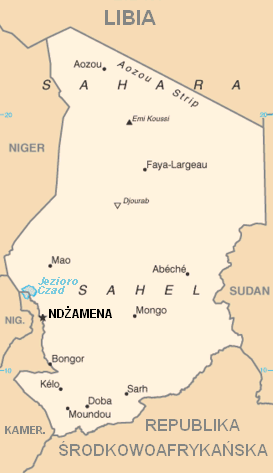
Mapa Czadu

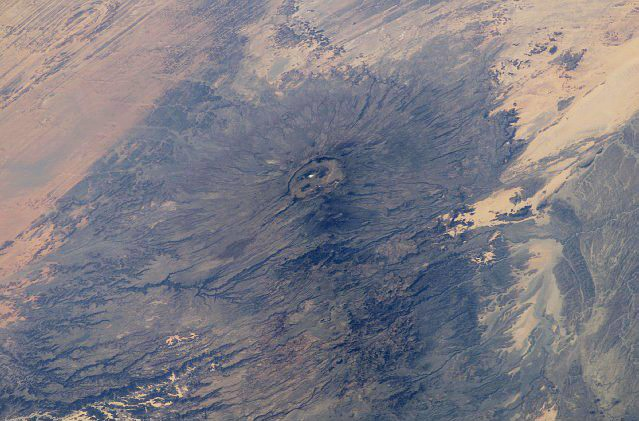
Masyw Tibesti z najwyższym wzniesieniem Emi Koussi (3415 m n.p.m.); zdjęcie wykonane z Międzynarodowej Stacji Kosmicznej

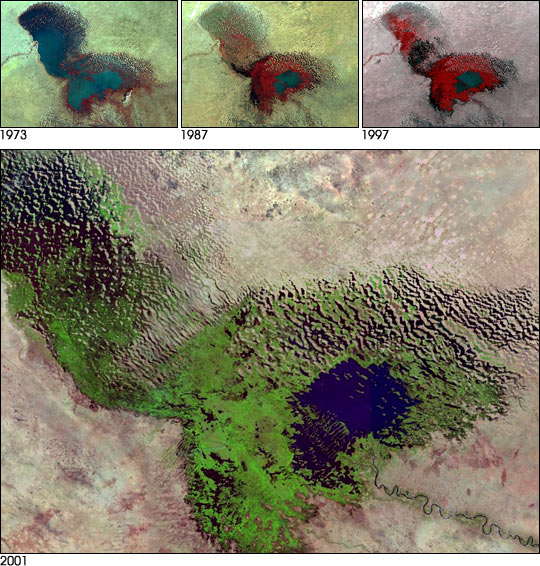
Zdjęcia zanikającego jeziora Czad na przestrzeni lat 1973–2001

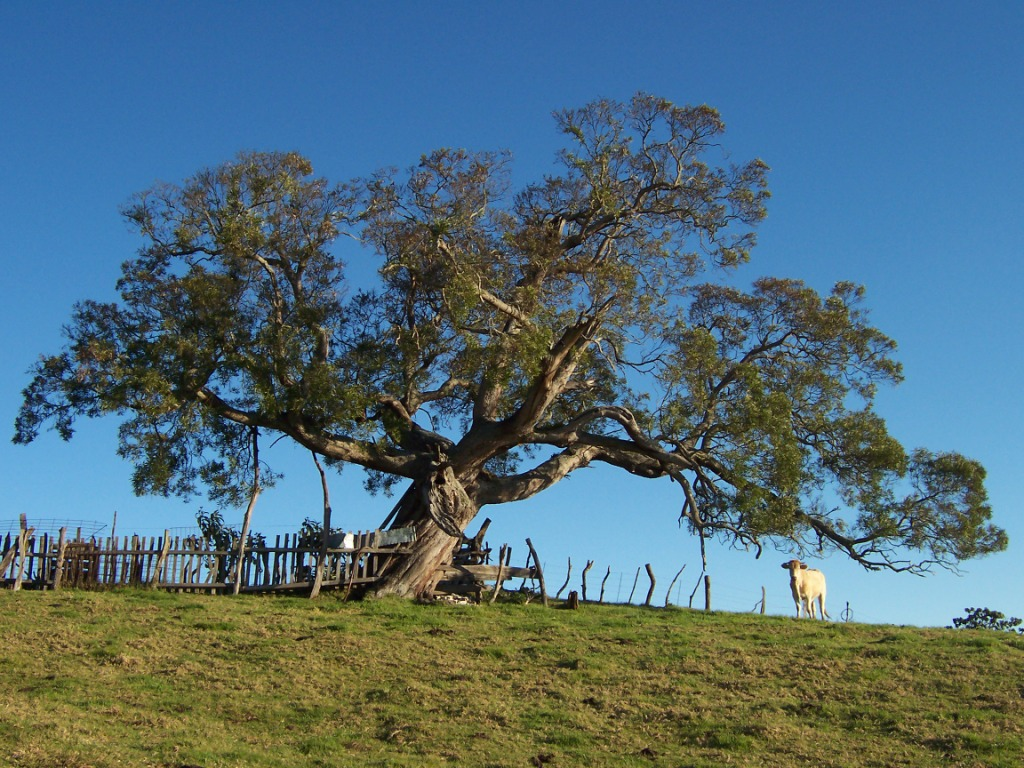
Akacja – jedno z drzew wyróżniających się w krajobrazie Czadu

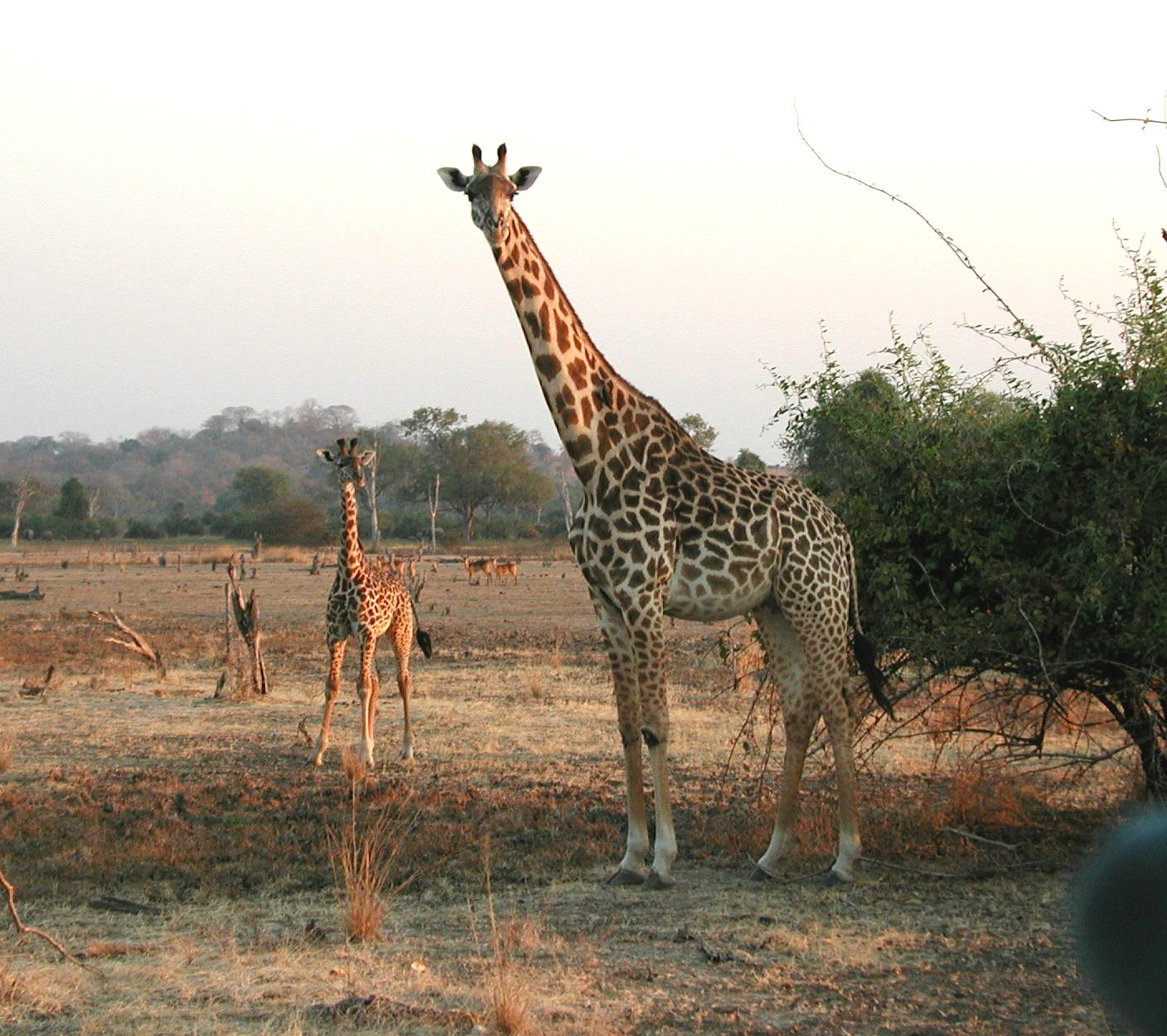
Żyrafa – jeden z najliczniej występujących ssaków w Czadzie

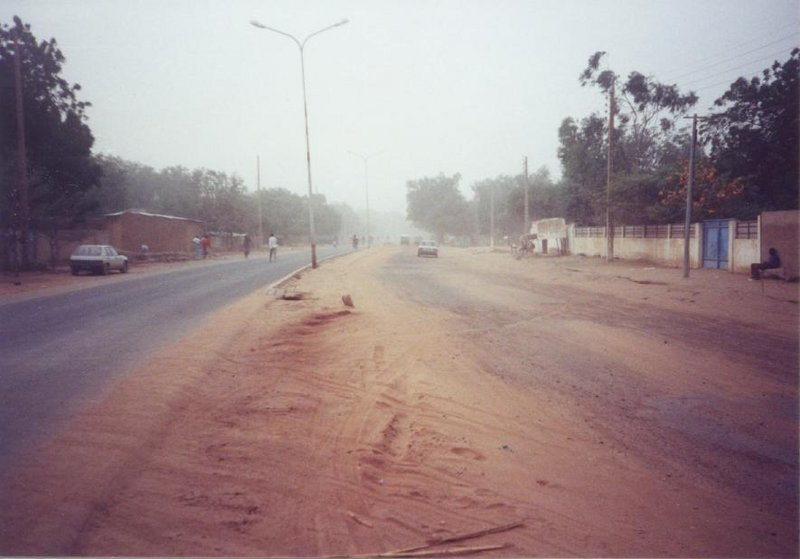
Ulica w stolicy państwa – Ndżamena

Geografia Czadu – dziedzina nauki zajmująca się badaniem Czadu pod względem geograficznym.
Czad (fr. République du Tchad, arab. ‏جمهوريّة تشاد‎, Jumhuriyat Tashad) to państwo w środkowej Afryce, graniczące od północy z Libią, od wschodu z Sudanem, od południa z Republiką Środkowoafrykańską, od południowego zachodu z Kamerunem i Nigerią, a od zachodu z Nigrem. Nazwa państwa pochodzi od jeziora Czad.

## Powierzchnia i granice
Czad jest państwem w środkowej Afryce bez dostępu do morza, leżącym częściowo na Saharze, o powierzchni całkowitej 1,3 mln km² (1 284 000 km²). Długość jego granic lądowych wynosi: 5145 km, Czad graniczy
:
- od północy z Libią (1055 km)
- od wschodu z Sudanem (1360 km)
- od południa z Republiką Środkowoafrykańską (1197 km)
- od południowego zachodu z Kamerunem (1094 km) i Nigerią (87 km)
- od zachodu z Nigrem (1175 km).

Granice państwa nie przebiegają wzdłuż granic naturalnych czy etnicznych – są dziedzictwem po erze kolonializmu.

## Podział administracyjny
W 2008 roku Czad został podzielony na 22 regiony, w tym region stołeczny Ndżamena posiadający specjalny status administracyjny; w 2012 roku region Ennedi został podzielony na dwa regiony: Ennedi Wschodnie i Ennedi Zachodnie.

## Ukształtowanie powierzchni
Większość powierzchni kraju leży w rozległej niecce sedymentacyjnej – Kotlinie Czadu, otwartej ku zachodowi, gdzie rozciąga się zapadliskowe obniżenie: kotlina Bodele, oraz niecka jeziora Czad. Środkowa część kotliny Bodele i obszary przyległe są pokryte wydmami, w części wschodniej ruchomymi.
Na południu Kotlina Czadu wznosi się ku wyżynom położonym na wysokości 500–600 metrów, na wschodzie jest ograniczona przez znacznie wyższe krystaliczne wyżyny: Erdi, Ennedi i Wadaj, na północy przez masyw wulkaniczny Tibesti z najwyższym szczytem Czadu – Emi Kussi (3415 m n.p.m.), na północnym wschodzie przez piaskowcowy masyw Ennedi, a na południowym zachodzie przez góry Adamawa i Mandara.
Najniższy punkt Czadu znajduje się na wysokości w Djourab (175 m n.p.m.).

## Klimat
Duża rozciągłość południkowa sprawia, że w Czadzie występują różne typy klimatów.
Na północy kraju występuje panuje klimat zwrotnikowy kontynentalny, wybitnie suchy. Deszcze mają charakter epizodyczny, zdarzają się lata pozbawione opadów. Średnia suma opadów dla północnego Czadu to 20–30 mm. Przez większą część roku temperatury w dzień przekraczają 30 °C, często dochodząc nawet do 50 °C. W nocy temperatury spadają, zimą na pustyni zdarzają się nawet przymrozki. W okresie zimowym średnie temperatury wynoszą około 20 °C. Latem średnia temperatura przekracza 34 °C.
Tibesti (północno-zachodnia część kraju) ma klimat górski z większymi opadami i niższą średnią temperaturą. W pozostałej części kraju występuje klimat równikowy o cechach monsunowych. Mniej więcej na szerokości stolicy kraju 13°N pojawia się wyraźna pora deszczowa, która wydłuża się w kierunku południowym.
Na południu kraju panuje klimat podrównikowy suchy, stopniowo przechodzący ku wilgotnemu. Średnia roczna suma opadów to 1000–1300 mm (pora deszczowa od maja do października), a w porze deszczowej występują częste burze. Temperatury nie wykazują dużych amplitud. Temperatura powietrza wynosi od 25 °C zimą do 30–32 °C w najgorętszych miesiącach (marzec–kwiecień).

## Wody

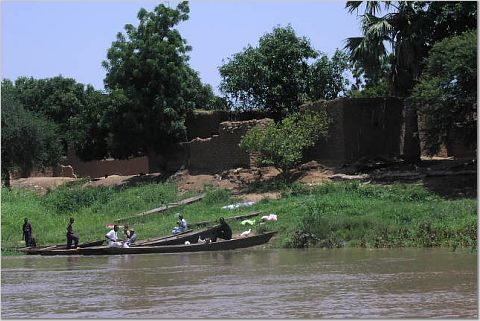
Rzeka Szari przepływa przez terytorium państwa Czad i wpada do jeziora Czad.

Rzeki stałe płyną tylko na południu. Najdłuższą rzeką jest Szari, która wraz z dopływem, rzeką Logon, uchodzi rozległą deltą do jeziora Czad. W środkowej części Czadu występują rzeki okresowe, wzbierające latem, które głównie spływają z wyżyny Wadaj, a niektóre prowadzą do jeziora Fitri. Liczne uedy na północy wypełniają się wodą rzadko, tylko po sporadycznych opadach. Znaczną część powierzchni zajmują bagna. Największym zbiornikiem wodnym na terenie Czadu jest zanikające jezioro endoreiczne Czad, od którego nazwy wywodzi się nazwa państwa Czad.

## Świat roślinny
Flora Czadu obejmuje co najmniej 2288 gatunków roślin, z czego 2173 (88%) to gatunki rodzime, wśród których znajduje się 55 endemitów (2,2% flory). Należy do najsłabiej poznanych w Afryce – studia nad nią rozpoczęto w latach 50. XX wieku, ale wojny przerwały badania w latach 70. Dopiero w drugim dziesięcioleciu XXI wieku powrócono do systematycznych badań krajowej flory.
Czad podzielony jest na trzy główne pasy różniące się warunkami ekologicznymi i roślinnością, z czwartym zajmującym niewielką powierzchnię na południowym krańcu kraju. Trzecią część kraju od północy stanowią pustynie Sahary, wśród których wyróżnia się masyw Tibesti z roślinnością saharyjsko-górską. W górach tych stwierdzono 450 gatunków roślin, obejmujących zarówno przedstawicieli flory saharyjskiej, jak i śródziemnomorskiej (m.in. wrzosiec drzewiasty), afrykańskiej górskiej, jak i typowej dla Sahelu. W głębokich wąwozach utrzymuje się nawet roślinność drzewiasta.
Na południe od pasa pustyń występują półpustynie Sahelu składające się z mozaiki suchych sawann, formacji ciernistych zarośli i rzadkich drzew. W krajobrazie wyróżniają się akacje Acacia, Commiphora africana, kolibło egipskie Balanites aegyptiaca, przedstawiciele wilczomleczowtych Euphorbiaceae. W obszarze tym znajduje się Jezioro Czad z roślinnością wodną – grzybienie Nymphaea i szuwarami (m.in. z ciborą papirusową Cyperus papyrus, trzciną pospolitą Phragmites australis, żywopłonem Aeschynomene). Poza mokradłami obszar ten ulega postępującemu pustynnieniu.
Południowa trzecia część kraju to tzw. pas sudański (ang. Sudanian belt) z suchymi lasami budowanymi przez Celtis integrifolia, Hymenocardia acida, Lannea spp., Prosopis africana, Mytragyna inermis. Na południowych krańcach kraju występuje mozaika roślinności sudano-gwinejskiej (ang. Sudano-Guinean vegetation) tworzona przez mozaikę lasów suchych oraz częściowo zimozielonych lasów deszczowych, wtórnych ekosystemów trawiastych.

## Świat zwierzęcy
Na obszarach sawanny występują m.in.: słonie, hipopotamy, nosorożce, guźce, żyrafy, antylopy, lwy, lamparty i gepardy oraz liczne gatunki ptaków. Wody rzek i jezior należą do najbardziej obfitujących w ryby w Afryce.

## Ochrona środowiska naturalnego
Pod ochroną prawną znajduje się ok. 9% pow. kraju. Na terenie Czadu utworzono cztery parki narodowe: Zakouma, Manda, Goz Beïda i Sena Oura oraz dziewięć rezerwatów. Jeziora Ounianga i masyw Ennedi zostały wpisane na listę światowego dziedzictwa UNESCO.

## Demografia
Według spisu z 2009 roku w Czadzie mieszka 11 039 873 ludzi, a według szacunków w 2017 Czad zamieszkuje 12 075 985 ludzi. Przyrost naturalny w 2017 roku szacowany jest na 1,86%.
22,8% mieszkańców Czadu mieszka w miastach. Największym miastem Czadu jest stolica Ndżamena z 1,26 milionem mieszkańców w 2015 roku.
Na terenie Czadu funkcjonuje ponad 100 różnych języków bądź dialektów. Oficjalnymi językami są francuski i arabski. Analfabetyzm sięga ponad 75%.

### Struktura etniczna
Struktura etniczna podana za szacunkami The World Factbook z 2017 roku:
- Sara (Ngambaye/Sara/Madjingaye/Mbaye): 29,9%
- Kanembu/Bornu/Buduma: 9,7%
- Arabowie: 9,6%
- Wadai/Maba/Masalit/Mimi: 7,5%
- Gorane: 5,8%
- Masa/Musseye/Musgum: 4,9%
- Marba/Lele/Mesme: 3,7%
- Bulala/Medogo/Kuka: 3,6%
- Bidiyo/Migaama/Kenga/Dangleat: 2,6%
- Dadjo/Kibet/Muro: 2,5%
- Mundang: 2,5%
- Tupuri/Kera: 2,1%
- Gabri/Kabalaye/Nanchere/Somrai: 2%
- Fulani/Fulbe/Bodore: 1,9%
- Karo/Zime/Peve: 1,3%
- Zaghawa/Bideyat/Kobe: 1,1%
- Tama/Assongori/Mararit: 1,1%
- Baguirmi/Barma: 1,1%
- Mesmedje/Massalat/Kadjakse: 0,8%
- inni: 6,2%

### Struktura religijna
Struktura religijna podana za szacunkami The World Factbook z 2017 roku:
- Muzułmanie: 52,1%
- Protestanci: 23,9%
- Katolicy: 20%
- inni chrześcijanie: 0,2%
- wyznawcy religii animistycznych: 0,3%
- inni: 3,5%

### Struktura wiekowa mieszkańców
Struktura wiekowa podana za szacunkami The World Factbook z 2017 roku:
- do 14 lat: 43,02%
- 15–64 lat: 53,06%
- Powyżej 65 lat: 3,02%

### Przewidywana długość życia
Dane podane za szacunkami The World Factbook z 2017 roku:
- kobiety: 51,9 lat
- mężczyźni: 49,4 lat